# 松原亘子
松原 亘子（まつばら のぶこ、1941年1月9日 - ）は、日本の元労働官僚。労働事務次官を退官した後は、駐イタリア兼アルバニア兼サンマリノ特命全権大使、三井物産株式会社社外取締役、株式会社大和証券グループ本社取締役、2017年2月14日から株式会社電通社外取締役を歴任した。

## 来歴・人物
島根県出身。1959年、東京都立日比谷高等学校卒業、1964年、東京大学教養学部を卒業し、労働省入省。東大在学中の4年次に国家公務員に志望変更し、一年留年して入省した。当時女性は少なく、この年（1964年）上級職で採用された同期女性は厚生省の横尾和子（のちの最高裁判所判事）、通産省の伊藤よし子（のち蒲よし子、夭折）ら数えるほどであった。
入省後、婦人局長、労働基準局長、労政局長を経て、1997年に女性初の事務次官（労働事務次官）に就任したが、これは日比谷高出身で同期入省の七瀬時雄の後を受けて事務次官に就任した珍しい事例となる。“次官の同期は去る”という霞ヶ関のルールを覆し、次官候補に挙がっていた理由は、男女雇用機会均等法、育児休業法、介護休業法（現在の育児介護休業法）などの策定に中心的に関わった松原を就任させなければ、以後、"女性次官"は現れてこないだろうと言われる逸材であったからとされている。
1998年10月に退官後は、駐イタリア兼アルバニア兼サンマリノ特命全権大使を務めた。この人事は、外務省が不祥事で世論から批判を浴びる中、G8国の大使ポストの1つを外務官僚以外から出すようにと、政権与党から外務省に要求があったことによる。
2015年春の叙勲で瑞宝重光章受章。
通称ないしニックネームは「まつばら たんこ」。夫で、同じく労働省官僚（職業能力開発局長）であった松原東樹は日比谷高校の一年後輩であり、東大の同級生にあたる。

## 学歴
- 1959年3月 東京都立日比谷高等学校卒業
- 1964年3月 東京大学教養学部国際関係論分科卒業
- 1967年 フルブライト奨学金でイリノイ大学大学院留学（1969年まで）[8]。

## 職歴
- 1964年04月 労働省入省[1]
- 労働省婦人少年局婦人労働課企画官
- 1984年07月01日 労働省婦人局婦人政策課長
- 1987年03月05日 労働大臣官房国際労働課長
- 1990年01月16日 労働大臣官房審議官
- 1991年10月18日 労働省婦人局長
- 1995年06月21日 労働省労働基準局長
- 1996年07月12日 労働省労政局長
- 1997年07月01日 労働事務次官
- 1998年10月20日 退官[9]
- 1999年04月000認可法人日本障害者雇用促進協会（現：独立行政法人高齢・障害・求職者雇用支援機構）会長[1]
- 2002年09月24日 在イタリア特命全権大使[1]
- 2002年11月000 在イタリア特命全権大使 兼 在アルバニア特命全権大使 兼 在サンマリノ特命全権大使 兼 在マルタ特命全権大使（ - 2005年12月）[1]
- 2006年01月000 財団法人21世紀職業財団顧問[1]
- 2006年06月000 三井物産株式会社社外取締役（ - 2014年6月）[1]
- 2006年07月000 公益財団法人21世紀職業財団会長[1]
- 2008年04月28日[要出典] 株式会社大和証券グループ本社取締役[1]
- 2014年11月000 公益財団法人日本中小企業福祉事業財団会長（ - 2015年11月）[1]
- 2015年06月000 株式会社荏原製作所取締役（- 2021年6月 -）[1]
- 2015年06月000 株式会社荏原製作所指名委員会委員（- 2021年6月 -）[1]
- 2017年02月14日 株式会社電通社外取締役（- 2020年3月 -）[1]

## 社会的活動
- 内閣府沖縄振興開発審議会委員
- 財団法人日本カメラ財団評議員
- ワーク・ライフ・バランス推進会議代表幹事
- 金融庁金融審議会委員
- 金融庁自動車損害賠償責任保険審議会委員
- 第30回ジャパンウィーク2005年イタリア・ナポリ実行委員会名誉顧問